# Coptosperma supra-axillare
Coptosperma supra-axillare là một loài thực vật có hoa trong họ Thiến thảo. Loài này được (Hemsl.) Degreef mô tả khoa học đầu tiên năm 2001.